# Meliarchus sclateri
El mielero de San Cristóbal (Meliarchus sclateri) es una especie de ave paseriforme de la familia Meliphagidae
endémica de la isla Makira, en el sur del archipiélago de las Salomón.